# 1932年レークプラシッドオリンピックの日本選手団
1932年レークプラシッドオリンピックの日本選手団（1932ねんレークプラシッドオリンピックのにほんせんしゅだん）は、1932年2月4日から2月15日まで開催された1932年レークプラシッドオリンピックの日本選手団、およびその競技結果。選手所属は1932年当時のもの。

## 概要
- 人員:　選手　17人、役員　5人

## スキー
- 役員：麻生武治

### クロスカントリー
- 岩崎三郎（早稲田大学）
  - 男子耐久50km：18位（5時間21分40秒）
  - 男子長距離18km：37位（1時間44分07秒）
- 栗谷川平五郎（明治大学）
  - 男子耐久50km：棄権
  - 男子長距離18km：12位（1時間31分34秒）
- 上石巖（高田スキー団）
  - 男子耐久50km：17位（5時間19分31秒）
- 谷口金蔵（樺太）
  - 男子耐久50km：棄権
- 坪川武光（早稲田大学）
  - 男子長距離18km：15位（1時間33分15秒）
- 保科武雄（早稲田大学卒）
  - 男子長距離18km：17位（1時間35分47秒）

### スキージャンプ
- 安達五郎（札幌鉄道）
  - ノーマルヒル：8位（210.7）
- 高田与市（樺太）
  - ノーマルヒル：31位（91.1）
- 山田勝巳（北海道大学卒）
  - ノーマルヒル：32位（70.0）
- 牧田光武（樺太）
  - ノーマルヒル：28位（134.2）
- 関口勇（北大若労会）
  - 不出場

### ノルディック複合
- 栗谷川平五郎（明治大学）
  - 個人：20位（322.8）
- 山田勝巳（北海道大学卒）
  - 個人：32位（222.2）
- 坪川武光（早稲田大学）
  - 個人：15位（358.9）

## スケート
- 役員：佐藤昌彦
- 役員：飯田洋二
- 役員：小林進
- 役員：星野仁十郎

### スピードスケート
- 河村泰男（満州）
  - 男子500m；予選敗退
  - 男子1500m：予選敗退
  - 男子5000m：予選敗退
  - 男子10000m：予選敗退
- 潤間留十（岡谷スケート協会）
  - 男子500m：予選敗退
  - 男子1500m：予選敗退
  - 男子5000m：予選敗退
  - 男子10000m：予選敗退
- 石原省三（南満州鉄道）
  - 男子500m：予選敗退
  - 男子1500m：予選敗退
  - 男子5000m：予選敗退
  - 男子10000m：予選敗退
- 木谷徳雄（南満州鉄道）
  - 男子500m：予選敗退
  - 男子1500m：予選敗退
  - 男子5000m：予選敗退
  - 男子10000m：予選敗退

### フィギュアスケート
- 帯谷竜一（慶應義塾大学卒）
  - 男子シングル：12位
- 老松一吉（大阪スケート倶楽部）
  - 男子シングル：9位